# مارکوس هیپفل
 مارکوس هیپفل (آلمانی: Marcus Hipfl؛ زادهٔ ۲۶ آوریل ۱۹۷۸) یک تنیس‌باز اهل اتریش است.